# Qadriya
Genres associés
Hawzi, Sanâa, Gharnati, Malouf algérien
La qadriya (pluriel : qadriyât, arabe : القادرية) est un genre musical citadin algérien apparenté à la nouba algérienne et dérivé de la musique arabo-andalouse. Elle consiste en des quatrains de poésie légère ayant pour thème principal l'amour.

## Description
La qadriya est un genre musical algérien qui se compose de quatrains de poésie légère traitant principalement du thème de l'amour, accompagnés d'une musique improvisée. Ce genre musical est issu de la nouba algérienne classique et est considéré comme faisant partie des genres dérivés de cette dernière.
En effet, différentes pièces de genres intermédiaires entre le classique et le populaire citadin peuvent s’ajouter au cadre traditionnel de la nouba. La qadriya partage avec la nouba algérienne avec elle les modes, les thèmes, certains rythmes.
À Alger, la qadriya est intégrée à la composition de la noubâ et est notamment chantée par des orchestres féminins de msamme’ât. À Constantine, elle est interprétée sous la forme de petites pièces populaires, vocales et instrumentales, qui permettent de chanter des quatrains de poésie amoureuse ou bachique.

## Expressions régionales

### École d'Alger

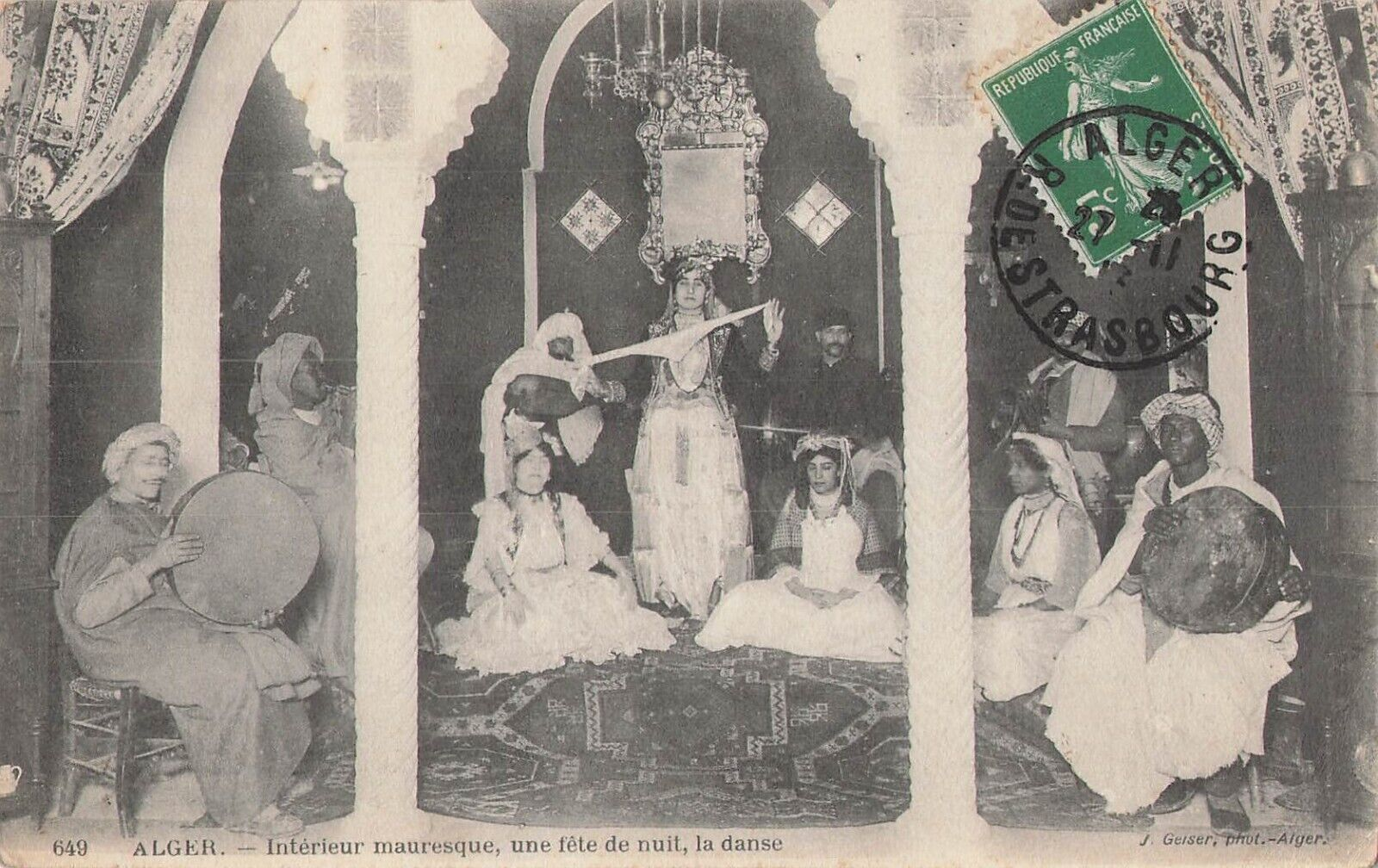
Fête musicale dans une maison traditionnelle à Alger durant la période coloniale.

Dans le répertoire musical algérois, la qadriya est traditionnellement interprétée en dernier lieu lors d'un concert et peut adopter le rythme insirâf, tel que dans la qadriya ‘irâq, ou le rythme khlâs. Récemment, elle est souvent introduite après le dernier khlâs de la nouba. Lorsqu'il y a plusieurs qadriya de différents modes, elles sont enchaînées comme pour les inqilabat.
Les femmes apprécient particulièrement les qadriyya, ce qui leur a valu le surnom de ghena nessouani (« chants des dames »). Par conséquent, les chanteuses professionnelles (messemaat) sont souvent spécialisées dans leur interprétation.
Il existe deux genres de qadriyya :
- La qadriyat ə-ṣanaa ((ara) قادرية الصنعة), dont les mélodies sont proches des mélodies sérieuses et classiques. Elle est exécutée après une nouba classique par des hommes en guise de diversion ou si l'auditoire est composé de femmes. Elle commence par un petit prélude pour prendre le mouvement (mîzān), suivi de l'exécution du premier distique par le chanteur en répétant le second vers. Le motif mélodique est ensuite repris par les instruments, puis le chanteur exécute le second distique en répétant le second vers comme au début. Les instruments terminent par une reprise de la mélodie.
- La qadriyat zendānī   ((ara) قادرية الزنداني), dont les mélodies sont moins distinguées que le premier genre.

### École de Constantine
Selon Kaddour Darsouni, la qadriya est un genre musical dont les textes sont d'origines diverses, distincts des genres traditionnels comme le aroubi ou le mahjouz. Elle peut prendre deux formes : une pièce à part entière avec un texte écrit, ou un poème introduit au milieu d'un hawzi et mis en musique, servant à rompre la monotonie modale et permettre au chanteur de reposer sa voix.
La qadriya peut être chantée dans différents modes, soit à la fin, soit au milieu d'une nouba. Les quatrains qui la composent sont indépendants les uns des autres et adaptables à différentes situations mélodiques. Afin d'équilibrer la métrique, les chanteurs y ajoutent des vocalises telles que ya lîl, lalla ou aynî. Bien que les qadriyas soient généralement interchangeables, elles sont assez ordonnées à Constantine.

### École de Tlemcen
Dans l'école de Tlemcen, il s'agit d'une courte pièce vocale composée en 
 (mîzān əl-inṣirāf) et sur des mélodies appartenant à sept modes dont le mawwāl, le zīdān, la ğārkā, le raml əl-Māya, l'irāq et la sīkā. Cette composition peut être intégrée à une performance de nouba, accompagnée de préludes instrumentaux (tūshiyya), d'intermèdes (kursī) et d'improvisations (istikhbar). Ces pièces musicales sont considérées comme une sorte de « gâterie » après l'exécution d'une longue nouba.
En 1970, le professeur de musique A. Pouhin a consacré un travail inédit de transcription, en quatre cahiers, de qâdriya zendani et cela sous la dictée de Mohamed fils de Cheikh Larbi Bensari.
En outre, le répertoire des medahates de la région d'Oran incluait des inqilābāt ainsi que des qādriyāt utilisant la mélodie zindānī.

## Poésie
Le genre musical qadriya, exprimé en arabe dialectal, se caractérise par l'utilisation d'un nombre limité de textes. Les interprètes de ce genre musical ont souvent recours à des vers populaires isolés qu'ils chantent sous forme d'improvisation.
Dans l'école de Constantine, quelques exemples de qadriya sont connus, tels que as-sâniya wal-bîr wa naaûrâ et mâdha djrît wra ghzâlî hâfi (Mon bien aimé est nus pieds).
De plus, plusieurs qadriya anonymes ont été attribuées à des auteurs originaires de Tlemcen, ils sont puisés pour la plupart dans le répertoire des poètes-musiciens populaires tels Saïd El-Mendassi, Mohammed Benmsayeb :
- Hadjou aliya tafakar (« Les souvenirs ont envahi mon esprit »)
- Ya lalla behouak (« Ô ma belle je suis amoureux de toi »)
- Ouchki ma fi khir (« Mon amour n'est pas dans le bonheur »)
- Ghoziali soukor nabat[11]